# NGC 3264
NGC 3264 este o galaxie spirală situată în constelația Ursa Mare. A fost descoperită în 9 februarie 1831 de către John Herschel. Se află la o distanță de 15 megaparseci de Pământ.